# Kereszténydemokrácia
A kereszténydemokrácia politikai eszmerendszer, amelynek az európai egységesülési folyamatban betöltött fontos szerepe vitathatatlan. A kereszténydemokrácia Nyugat-Európában valódi sikertörténet a 20. század második felében. Az új világrendben Európa talpra állása, egységesülése és megerősödése nagy részben ezen pártoknak és kiemelkedő történelmi személyiségeiknek köszönhető. Az európai egység megálmodói, alapító atyái mind kereszténydemokraták voltak, a maguk módján internacionalisták, de ez nem azonos a szocializmus tanával, sokkal inkább a kereszténység egyetemességével.

## Kereszténydemokrácia és konzervativizmus
Sokan hajlamosak a konzervativizmust és a kereszténydemokráciát egybemosni, ami helytelen. Bár hasonló elveket valló eszmékről van szó, és jelenleg az Európai Unióban a kettő különbsége egyre kevésbé jelentős, számos ponton van eltérés köztük, nem csak történetileg. Ha ábrázolni szeretnénk a négy eszmerendszer kapcsolatát, akkor egy kört négy cikkelyre osztva úgy helyezhetnénk el őket, hogy a kereszténydemokrácia melletti mezőben a konzervativizmus és a szocializmus helyezkednek el (mindkettőben fellelhetők a kereszténydemokráciához hasonló értékek; elméleti-ideológiai kérdésekről van most szó, s nem történelmi tapasztalatokról!), vele átellenesen a liberalizmus, amellyel leginkább szemben áll.
A 19. század derekán megjelent egyfajta vallásos konzervativizmus is; s a vallásos pártok, amelyek a konzervatív főáramlatból váltak ki, az 1850-es és 70-es évek között a kontinensen egyre jelentősebbé váltak. Ezek a konzervatív pártoktól balra helyezkedtek el, ezzel nyitottak a népi osztályok felé. Később belőlük fejlődtek ki a kereszténydemokrata pártok, amelyek ideológiáját egyfajta „baloldali konzervativizmusként” jellemezhetünk. A 19. században ugyanis többfelé ágazott a konzervativizmus: ha a konzervativizmust tekintjük a fő áramlatnak, akkor a radikális jobboldali pártok tőlük jobbra helyezkedtek el, míg a vallásos pártok balra.

## A kereszténydemokrácia jobbratolódása
Az első világháborút követően a radikális jobboldal vált dominánssá, amelyet az orosz bolsevik forradalom is – amelyre egyfajta reakció volt fellépésük – erősített. Ez főleg az anti-liberális és anti-bolsevik fasizmusban testesült meg (ld. olasz fasizmus, Franco Spanyolországban, Salazar Portugáliában, de a német nácizmus is innen származik). A konzervatív pártok a kontinensen háttérbe szorultak, a konzervativizmus meggyengült, miközben a radikális pártok egyre erősebbé váltak. A második világháborút többen a (radikális) jobboldal és a baloldal (a liberálisok és az Egyesült Államok) háborújaként aposztrofálják. A jobboldal tekintélyét rombolta, hogy együttműködött a fasizmussal, ezáltal hitelét vesztette. Az űrt a kereszténydemokrácia töltötte be, főleg a legyőzött országokban. Ettől kezdve a politikai paletta jobboldalán ezek a „baloldali konzervatív” –, alapvetően centrista – mozgalmak lettek dominánsak.

## A kereszténydemokrácia története a világháború után
A kereszténydemokrácia jellemzően kontinentális fogalom, Nagy-Britanniában (és az Amerikai Egyesült Államokban) sosem honosodott meg, vált jelentőssé. Az 1980-as évekig Európa politikai kultúrájának meghatározó irányzata volt. Megerősödése és befolyása több okra vezethető vissza. Az első, már említett hatás, hogy a mérsékelt jobboldali (konzervatív) pártok együttműködtek a fasizmussal, ezáltal hiteltelenné váltak. A kereszténydemokraták ezt nemhogy nem tették, de több országban (különösen a tengelyhatalmakhoz tartozó országokban és Franciaországban) az antifasiszta ellenállásban vettek részt, így egyfajta legitimitást nyertek a háborút követő nemzetközi rendben. A politikai paletta jobboldalán egyedül maradtak: a fasiszta pártokat legyőzték, a mérsékelt jobboldali pártok pedig hitelüket vesztették, azáltal, hogy a fasizmussal kollaboráltak. Fontos volt még, hogy a háború után megnőtt a vallás szerepe, az emberek támaszt kerestek, és ehhez a kereszténydemokrata értékrend tökéletesen illeszkedett.
Szavazatgyűjtés szempontjából volt fontos, hogy ezen pártok a centrumban helyezkedtek el, így mindkét oldalról gyűjthettek szavazatokat. Emellett nem lehet eleget hangsúlyozni a kereszténydemokrata pártok kommunizmus-ellenességét, amely a kialakuló hidegháborúban Európa nyugati felében nagy jelentőségű volt, befolyásukat ezáltal tovább erősítve. Ráadásul – mint centrumpártok – mindkét oldalról választhattak maguknak koalíciós partnert, s ez igen megnövelte koalícióképességüket
A nyolcvanas évektől viszonylagos visszaesését figyelhetjük meg a kereszténydemokrata pártok támogatottságának. Ezen politikai csoportok az 1940-es évek második felében a szavazatok 35-40%-át is megszerezték számos országban, ma átlagosan 10-15%-os eredményt érnek el a tisztán kereszténydemokrata pártok. Ennek az okai, hogy több országban (Belgium, Hollandia, Olaszország) túl sokáig voltak hatalmon, így a pártok elfásultak, belefáradtak a kormányzásba. Olaszországban a kereszténydemokraták a 40-es évek végétől a 80-as évek végéig minden kormány tagjai voltak, mint a legerősebb koalíciós partner. Másik ok, hogy Nyugat- és Északnyugat-Európában nagy mértékű szekularizáció figyelhető meg, a választók számára kevésbé fontos a vallás. A hidegháború is véget ért, ebből kifolyólag nincs szükség a baloldallal szembeni olyan markáns alternatívára sem már, melyet a kereszténydemokrácia képviselt. Ehhez kötődik, hogy a szocialista pártok a politikai centrum irányába mozdultak el, így ott egyre kevesebb hely maradt a kereszténydemokraták számára, a konzervatívok pedig inkább képesek jobboldali erőként fellépni. Egy új jelenség az individualizmus (mely a kereszténydemokráciától bizony távol áll) erősödése. Olyan új politikusok uralják a jobboldalt, mint a Forza Italia első embere, Silvio Berlusconi, vagy a Spanyol Néppárt elnöke, José Marió Aznar, amely személyek döntően meghatározóak pártjaik életében.

## Az egyház és a kereszténydemokrácia kapcsolata
Az idő haladtával a vallásos pártok eszmerendszere fokozatosan eltávolodott az egyháztól, de természetesen fennmaradt kapcsolatuk a keresztény hagyományokkal és értékekkel, mely esetünkben főleg – de nem kizárólag – a katolikus társadalmi tanításokon nyugodtak. (E változás sok esetben szélsőséges mértékű. Jelenleg vannak olyan esetek, amikor némely pártok elhagyják nevükből a „keresztény” jelzőt, mondván, hogy az már nem fejezi ki világképüket. Az, hogy a kereszténydemokrata pártok sok helyen elvesztették karakterességüket, oda vezetett, hogy sokan ún. „catch-all” gyűjtőpártokként írják le őket, illetve mint a konzervativizmus puszta irányzataként).

## Jellemvonások
Vannak bizonyos jellemvonások, melyek a kereszténydemokrata pártokra jelentősen hatottak. Az egyik ilyen fő jellemvonás az „osztályok feletti karakter”. Pontosabban ez arra utal, hogy a választónak –, aki kereszténydemokrata pártokra szavaz – a döntése nem társadalmi csoportjával (pl. középosztály, munkásság stb.), sokkal inkább keresztény társadalmi világképével és részvételével van összhangban. Belgium flamand tartományában a kereszténydemokraták általában több szavazatot gyűjtenek be a munkásoktól, mint a Szocialista Párt (Socialistische Partij Anders), emellett nagy a támogatottságuk a (mező)gazdálkodók körében is. A nagy különbözőség okai a különféle doktrínák, amelyek lehetővé teszik, hogy ezen pártok a jobbközép, illetve a balközép irányába is elmozduljanak, az adott ország társadalmi környezetének megfelelően. Erre azért van lehetőség, mert – mint már szintén említettük – a kereszténydemokrácia a politikai közép jelensége.
A kereszténydemokrácia eszmerendszerében, a liberális individualizmustól eltérően, a „perszonalizmus” (személy-központúság) áll. Ez azt hangsúlyozza, hogy a személyes fejlődést leginkább a társadalmi kontextusban lehet kivívni. A szocializmussal ellentétben, ahol az individuum azért van, hogy a társadalmat szolgálja, a kereszténydemokrácia felfogása szerint a társadalom való arra, hogy az egyén fejlődését lehetővé tegye. E nézet szerint az állam szerepe korlátozott, kiegészítő jellegű kell, hogy legyen, de elég erős ahhoz, hogy a közjót társadalmi politika révén elérje. A kereszténydemokraták hisznek a parlamentáris rendszerben, és a természetes közösségek (család s különböző egyesülések) meghatározó szerepében. Gondolkodásmódjuk előnyben részesíti a decentralizációt a régi hagyományokkal egyetemben, miközben egyidejűleg pártolja a nemzetek feletti autoritás egyes formáit és a nemzetközi együttműködést.
A szubszidiaritás programjaik központi tényezője maradt a mai napig. Ez az elv, mely a hatalomgyakorlást olyan – legmegfelelőbb – szinten képzeli el, amely a leghatékonyabb, s legközelebb áll az emberekhez; azaz a lehetőség szerinti „legkisebb” – helyi – szinten kell megoldani az egyes kérdéseket. A szubszidiaritás európai szintre emelése a francia kereszténydemokratákhoz kötődik. Franciaországban a 40-es évek végén az MRP (Mouvement Républicain Populaire) volt az egyik legjelentősebb centrumpárt, mely kereszténydemokrata jegyeket viselt magán. Az eleinte ezzel a csoportosulással kapcsolatokat ápoló De Gaulle is alapvetően kereszténydemokrata volt, de társainál sokkal nacionalistább, autoriter elveket (is) vallott. A párt az abszolút választási rendszer bevezetésével elvesztette jelentőségét, s tagjai több pártban folytatták politikai karrierjüket. Többen a liberálisokkal kerestek kapcsolatot, voltak, kik Giscard d’Estaing-hez csatlakozva (aki ma az Európai Unió intézményi átalakulását kidolgozni hivatott Konvent elnöke) megalapították a centrista, jobbközép UDF-et. Azonban többen a szocialistákhoz csatlakoztak. (Ne feledjük: egy centrumban politizáló személyhez sok esetben a baloldali értékrend, a szociális érzékenység közelebb áll. Olaszországban a Kereszténydemokrata Párt romjain létrejött új formációk közül többen a politikai paletta baloldalán helyezkednek el). Egyikük a kereszténydemokrata Jacques Delors volt, az Európai Bizottság későbbi elnöke, akinek nagy érdeme van abban, hogy a szubszidiaritás elvét (amely a keresztény örökség része) az Unió magáévá tette; a katolicizmusból fakadó szubszidiaritás mára az Európai Unió alkotmányos alapja lett.
A kereszténydemokrácia alapvető gondolatait összefoglalva leginkább a következő elemeket emelhetjük ki:
- a vallás társadalmi szükséglet,
- fontos a hagyomány tisztelete,
- az ember eredendően tökéletlen és az emberi egyenlőtlenségnek természetes jellege van.

A kereszténydemokrácia elképzeléseikre jellemző a szociális progresszivitás (ebben hasonló a szocializmussal, a konzervatívoknál is megjelenik, de kevésbé hangsúlyos), a vallási kérdés fontossága (még fontosabb, mint a konzervatívoknak), az internacionális orientáltság (a katolikus egyház, mint nemzetek feletti egyház befolyásának hatása!), sokkal jelentősebb, mint a – konzervativizmusban inkább fontos – nacionalizmus, mely háttérbe szorul.

## Szociális kérdés
A szociális kérdés is megjelent már a 19. században, amikor a katolikus egyház az alsóbb néprétegek felé orientálódott. Több államban a kormányok egyre liberálisabbak és antiklerikálisak lettek, melyeket főleg a középosztály támogatott. A pápaság konfrontálódott a nacionalista és liberális kormányzatokkal, de a tömegek támogatták, ahol a katolikus véleményre fogékonyak voltak. Kölcsönhatás eredménye, hogy a katolikus egyház is egyre inkább szociális beállítottságú lett, hisz meg kellett értenie a tömegek érdekeit. A 19. század végén két irányzat létezett: egy liberálisabb katolikus felfogás és egy antiliberális, amely szociálisan sokkal érzékenyebb volt.

## Európai kereszténydemokrata pártok
Ha példákat nézünk Európában, akkor hatalmas különbségeket láthatunk önmagukat kereszténydemokratának nevezőpártok között. Ha példának a finn és a német kereszténydemokrata pártokat vesszük, akkor az első különbség, amit látunk a saját politikai rendszerükben betöltött szerepük. A finn kereszténydemokrata párt (Keresztény Unió) programja a Tízparancsolaton nyugszik, mélyen vallásos, és a finn politikai életben kevésbé jelentős, kisebbségi helyet foglal el. Ezzel szemben a CDU/CSU koalíciója Németországban nagy befolyással rendelkezik, az egyik legnagyobb párt, de mára programja sokkal inkább konzervatív, mint kereszténydemokrata. A német kereszténydemokraták két pártban vannak jelen: a Kereszténydemokrata Unió (CDU) és a Keresztényszociális Unió (CSU). Az utóbbi a bajor „testvérpárt” különálló, amely a katolikus többségű Bajorországban szerveződött regionális alapon, a protestáns többségű északi német tartományok mellett. A CDU egy föderális berendezkedésű párt, amely nagy szerepet hagy a tartományi pártoknak.
Mindkét párt rendelkezik „osztály közötti” (vagy osztályok feletti) jelleggel, minden társadalmi osztályból származó szavazó előtt nyitva állnak. Alapvető értékeik: az emberi méltóság, a szabadság, a felelősség és a szociális piac rendszere. A kereszténydemokraták kiemelik a család fontosságát, mint a társadalom legfontosabb és „minden költséget megérő” egysége; a család a társadalom alapja. Alapvetően mindkét párt osztja a jóléti állam nézeteit: minimális juttatás mindenkinek, de a finn kereszténydemokraták magasabb mértékű alapjuttatásokat támogatnak, amelyet minden állandó lakos megkap. Németországban a társadalmi biztonság alapja a biztosítás. Nemzeti szinten mindkettő a decentralizáció híve; Németországban erre a „Länder” autonómiája jó példa. Európai szinten a szubszidiaritást támogatják, ugyanakkor nyitottak a nemzetközi együttműködésre. Továbbá az európai integráció feltétlen támogatói (kereszténydemokrata irányultságú csoportokra nem igazán jellemző, hogy folyamatosan kételyeiket hangoztassák az Unió kapcsán), az atlanti (az EU, az Amerikai Egyesült Államok és Kanada közötti) kapcsolat hívei, támogatják a világ szegény országainak fejlődését.

## A magyarországi kereszténydemokrácia építése - Orbán Viktor értelmezésében
Orbán Viktor a Kossuth Rádió „180 perc” című műsorában, 2018. május 4.-én az Orbán-kormány irányításával épülő illiberális demokráciát kereszténydemokráciaként aposztrofálta:
"A mi felfogásunk szerint nekünk a demokráciának azt a fajtáját érdemes építeni, amit kereszténydemokráciának nevezünk. Tehát mi nem vagyunk liberálisok, és nem liberális demokráciát építünk, hanem kereszténydemokráciát építünk, aminek megvannak egyébként az európai hagyományai, és megvan az európai gyökérzete. Erről van egy nagy vita, alapvetően szellemi természetű vita, illiberális demokrácia, liberális demokrácia, kereszténydemokrácia, ez nem kell, hogy megzavarja a magyarok mindennapi életét, mert nincs hatással erre. De a szellemi világ is egy fontos világ, ott is értelmezni kell, hogy mit és miért tesz egy kormány. Mi itt egy kereszténydemokrácia felépítésén dolgozunk."
Ennek a kereszténydemokráciának az elemei a miniszterelnök szerint: "Európai hagyományokban gyökerező, régi vágású – ezt is mondhatnám – kereszténydemokrácia felépítésén dolgozunk,
- ahol az emberi méltóság a legfontosabb,
- a hatalmi ágak el vannak választva,
- a szabadság egy feltétlen érték,
- ahol a családokat támogatjuk, mert a család is egy érték,
- ahol a globális ideológiákat elvetjük, mert hiszünk a nemzet fontosságában,
- és semmilyen nemzetek feletti üzleti vagy politikai birodalomnak nem akarunk teret engedni Magyarországon,
- küzdünk a teljes foglalkoztatásért.
- Nők egyenjogúsága nagyon fontos dolog.
- Nem akarunk olyan változásokat, amelyek antiszemitizmus erősödésével járnának Magyarországon, mint ahogy ezt látjuk számos európai országban."